# Rzyczyna
Rzyczyna – wieś w Polsce położona w województwie lubelskim, w powiecie ryckim, w gminie Kłoczew.
| SIMC    | Nazwa | Rodzaj    |
| ------- | ----- | --------- |
| 0674342 | Górki | część wsi |

W latach 1975–1998 miejscowość administracyjnie należała do województwa siedleckiego.
Wieś jest sołectwem w gminie Kłoczew. Według Narodowego Spisu Powszechnego z roku 2011 wieś liczyła 183 mieszkańców.
Wierni Kościoła rzymskokatolickiego należą do parafii Świętych Apostołów Piotra i Pawła w Okrzei.

## Historia
Wieś powstała w początkach XX wieku, na mapach Bazewicza z roku 1905 jeszcze nie ujęta. Według spisu powszechnego z roku 1921 Rzeczyna kolonia należała do gminy Kłoczew i liczyła 17 domów i 93 mieszkańców. 7 marca 1944 hitlerowcy dokonali zbiorowej egzekucji rodziny Kosielskich, za ukrywanie Żydów rozstrzelano Franciszka Kosielskiego, jego żonę Katarzynę, ich córki Bronisławę, Genowefę, Leokadię i Zofię, oraz synów Czesława, Lucjana i Stanisława.